# Glenn O'Shea
Glenn O'Shea (Swan Hill, 14 giugno 1989) è un ex pistard e ciclista su strada australiano, vincitore della medaglia d'argento nell'inseguimento a squadre ai Giochi olimpici di Londra 2012 e tre titoli mondiali su pista.

## Palmarès

### Pista
- 2006

Oceania Games, Scratch Juniores
- 2007

Campionati australiani, Corsa a punti Juniores
Campionati australiani, Americana (con Jack Bobridge)
Campionati del mondo Juniores, Omnium
Campionati del mondo Juniores, Inseguimento a squadre (con Jack Bobridge, Leigh Howard e Travis Meyer)
Campionati oceaniani, Omnium
Campionati oceaniani, Scratch
- 2008

Campionati australiani, Americana (con Leigh Howard)
Campionati australiani, Inseguimento a squadre (con Sean Finning, Leigh Howard e James Langedyk)
Campionati australiani, Omnium
UIV Cup Amsterdam Under-23 (con Leigh Howard)
UIV Cup Monaco Under-23 (con Leigh Howard)
2ª prova Coppa del mondo 2008-2009, Corsa a punti
- 2009

4ª prova Coppa del mondo 2008-2009, Inseguimento a squadre (con Rohan Dennis, Leigh Howard e Mark Jamieson)
4ª prova Coppa del mondo 2008-2009, Americana (con Leigh Howard)
Campionati australiani, Corsa a punti
Campionati australiani, Scratch
- 2010

Campionati australiani, Americana (con Cameron Meyer)
- 2011

Campionati australiani, Inseguimento a squadre (con Rohan Dennis, Alexander Edmondson e Damien Howson)
1ª prova Coppa del mondo 2011-2012, Inseguimento individuale (Astana)
1ª prova Coppa del mondo 2011-2012, Americana (Astana, con Alexander Edmondson)
- 2012

3ª prova Coppa del mondo 2011-2012, Omnium (Pechino)
Campionati australiani, Inseguimento a squadre (con Jack Bobridge, Rohan Dennis e Alexander Edmondson)
Campionati del mondo, Omnium
Sei giorni di Gand (con Iljo Keisse)
- 2013

Campionati australiani, Chilometro a cronometro
Campionati australiani, Inseguimento a squadre (con Luke Davison, Alexander Edmondson e Miles Scotson)
Campionati del mondo, Inseguimento a squadre (con Alexander Edmondson, Michael Hepburn e Alexander Morgan)
2ª prova Coppa del mondo 2013-2014, Inseguimento a squadre (Aguascalientes, con Luke Davison, Alexander Edmondson, Alexander Morgan e Mitchell Mulhern)
- 2014

Campionati australiani, Omnium
Campionati australiani, Corsa a punti
Campionati australiani, Inseguimento a squadre (con Jack Bobridge, Luke Davison e Alexander Edmondson)
Campionati del mondo, Inseguimento a squadre (con Luke Davison, Alexander Edmondson, Mitchell Mulhern e Miles Scotson)
Sei giorni delle Rose, Omnium
- 2015

Campionati australiani, Corsa a punti

### Strada
- 2011

4ª tappa Canberra Tour
- 2012

Westouter

## Piazzamenti

### Competizioni mondiali
- Campionati del mondo su pista

Melbourne 2012 - Inseguimento a squadre: 2º
Melbourne 2012 - Omnium: vincitore
Minsk 2013 - Inseguimento a squadre: vincitore
Minsk 2013 - Omnium: 3º
Minsk 2013 - Americana: 15º
Cali 2014 - Inseguimento a squadre: vincitore
Cali 2014 - Stratch: 8º
Cali 2014 - Corsa a punti: 10º
Cali 2014 - Americana: 14º
Saint-Quentin-en-Yvelines 2015 - Americana: 7º
Saint-Quentin-en-Yvelines 2015 - Omnium: 2º
Londra 2016 - Scratch: 15º
Londra 2016 - Omnium: 3º
- Giochi olimpici

Londra 2012 - Inseguimento a squadre: 2º
Londra 2012 - Omnium: 5º
Rio de Janeiro 2016 - Omnium: 7º